# Материјализам
Материјализам је форма филозофског монизма који сматра да је материја фундаментална супстанца у природи, и да су све ствари, укључујући менталне аспекте и свест, резултати материјалних интеракција.
У контрасту са идеализмом, материјализам признаје примат материјала, а не свести. То значи да материјал постоји пре свести, да материјал креира и одређује свест, а не обрнуто. Материјалисти сматрају да је материјал ултиматно место порекла постојећег света, и они теже објашњавању света путем материјалистичког размишљања.
Материјалистичке теорије се превасходно деле у три групе. Наивни материјализам идентификује материјални свет са специфичним елементима (ватра, вода, метал, земља ...). Метафизички материјализам испитује засебне делове света као статичка, изолована окружења. Дијалектички материјализам прилагођава Хегелијанску дијалектику материјализма, испитујући делове света у њиховим међусобним односима унутар динамичког окружења.
Материјализам је блиско сродан са физикализмом, становиштем да је све што постоји ултимативно физичко. Филозофски физикализам је еволуирао из материјализма са открићима физичких наука да би се инкорпорирала софистикованија схватања физикалности од саме обичне материје, као што су: време-простор, физичке енергије и силе, тамна материја, итд. Стога је неки преферентно користе термин „физикализам” у односу на „материјализам”, док други користе термине као синониме.
Филозофије у контрадикторности материјализмом или физикализмом обухватају идеализам, плурализам, дуализам, и друге форме монизма.
Материјализам је филозофски правац који материју сматра основом свега. Творац марксистичке идеологије, Карл Маркс, тумачио је свет и законе у њему тако што је материјалистичке услове живота истакао као покретаче светске историје. Због тога се његово учење назива материјалистичко. Супротно материјализму је идеализам. Популарна дефиниција материјализма се тумачи као похлепа ка материјалним стварима (објектима од велике материјалне вредности) те се обично користи као супротност разумевању да су духовне и нематеријалне вредности значајније од материјалних.

## Преглед
Материјализам припада класи монистичких онтологија. Као такав, он се разликује од онтолошких теорија базираних на дуализму или плурализму. За једноставна објашњења феноменске реалности, материјализам би био у контрасту са идеализмом, неутралним монизмом, и спиритуализмом.
Упркос великог броја филозофских школа и суптилним нијансама између многих, за све филозофе се каже да спадају у једну од две примарне категорије, које су дефинисане у контрасту једна с другом: идеализам и материјализам. Основни предлог ове две категорије односи се на природу стварности, а примарна разлика између њих је начин на који одговарају на два основна питања: „од чега се стварност састоји?” и „од чега потиче?” За идеалисте, дух или ум или објекти ума (идеје) су примарни, а материја је секундарна. Материјалистима, материја је примарна, а ум или дух су секундарни, производ материје који делује на материју.
Материјалистичко гледиште је вероватно најбоље схваћено у смислу његове опозиције историјским доктринама нематеријалне супстанце примењене на ум, попут оне коју је конципирао Рене Декарт. Међутим, сам по себи материјализам не каже ништа о томе како материјална супстанца треба да буде карактерисана. У пракси, он је често попримао један од варијетета физикализма.
Материјализам се често асоцира са редукционизмом, према коме су објекти или феномени индивидуализовани на једном нивоу описа, ако су они изворни, онда морају бити објашњиви у смислу предмета или појава на неком другом нивоу описа - типично на нижем нивоу. Нередуктивни материјализам експлицитно одбацује овај став, и узима да је материјална конституција свих чинилаца конзистентна са постојањем реалних објеката, својстава, или феномена који нису објашњиви у смислу канонички кориштених термина за основне конституенте материјала. Џери Фодор је утицајно заступао овај став, према коме су емпиријски закони и објашњења у „специјалним наукама” попут психологије или геологије невидљиви са перспективе базичне физике. Знатна количина енергичне литературе је настала око релације између ових ставова.
Модерни филозофски материјалисти продужавају дефиницију других научно уочљивих ентитета као што су енергија, силе, и закривљеност простора. Међутим филозофи као што је Мери Мидгли сугеришу да је концепт „материје” недостижан и слабо дефинисан.
Материјализам је типично у контрасту са дуализмом, феноменализмом, идеализмом, витализмом, и монизмом дуалног аспекта. Његова материјалност може, на више начина, да буде повезана са концептом детерминизма, као што су наглашавали мислиоци доба просветитељства.
Током 19. века, Карл Маркс и Фридрих Енгелс су проширили концепт материјализма и разрадили материјалистичку концепцију историје центрирану на грубо емпиријском свету људског деловања (пракси, укључујући рад) и институцијама креираним, репродукованим, или уништеним том активношћу (погледајте материјалистичко схватање историје). Каснији Марксисти, као што су Владимир Лењин и Лав Троцки су развили појам дијалектичког материјализма који је касније постао карактеристичан за Марксистичку филозофију и метод.

## Историја

### Аксијално доба
Материјализам је развијен, вероватно независно, у неколико географски засебних региона Евроазије током тога што је Карл Јасперс назвао аксијално доба (око 800–200. п. н. е.).
У древној индијској филозофији, материјализам развијен око 600. п. н. е. у радовима Ајита Кесакамбалија, Пајасија, Канаде, и пропонената Чарвакове школе филозофије. Канада је постао један од раних пропонената атомизма. Нјаја–Вајшешикова школа (око 600–100. п. н. е.) је развила једну од најранијих форми атомизма, мада њихови докази Бога и њихово становиште да свест није материјална спречава њихово сврставање међу материјалисте. Будистички атомизам и Ђаинистичка школа су наставили са атомистичком традицијом. Сјуенци (око 312–230. п. н. е.) развио је конфучијанску доктрину центрирану на реализму и материјализму у древној Кини.
Древни грчки филозофи као што су Талес, Анаксагора (око 500 – 428. п. н. е.), Епикур и Демокрит поставили су основ каснијим материјалистима. Латинска поема De Rerum Natura који је написао Лукреције (ca. 99. п. н. е. – ca. 55. п. н. е.) одражава механистичку филозофију Демокрита и Епикура. Према овом гледишту, све што постоји је материја и празнина, и сви феномени произилазе и различитих кретања и конгломерација основних материјалних честица званих „атоми” (дословно: невидљиве честице). De Rerum Natura пружа механистичка објашњења за феномене као што су ерозија, испаравање, ветар и звук. Познати принципи као што је „ништа не може дотаћи тело осим тела” су се први пут појавили у радовима Лукреција. Демокрит и Епикур с друге стране се нису придржавали монистичке онтологије пошто су они сматрали да постоји онтолошка сепарација материје и простора, тј. простор је третиран као „други вид” постојања, што даје индикацију да је дефиниција „материјализма” превазилази опсег овог чланка.

### Заједничка ера
Кинески мислиоци из ране заједничке ере који се сматрају материјалистима су између осталих Јанг Сјунг (53. п. н. е. – 18.) и Ванг Чунг (c 27—100).
Касни индијски материјалиста Јајараши Бата (6. век) у свом раду Tattvopaplavasimha („Узнемиравање свих принципа”) је оповргао Нјаја Сутрину епистемологију. Материјалистичка Чарвакова филозофија је замрла након 1400. Кад је
Мадавачарја компилирао Sarva-darśana-samgraha (преглед свих филозофија) у 14. веку, он није имао Чарваков/Локајата текст да користи као извор цитата, па чак ни као референцу.
У раном 12. веку у Ал Андалузу, арапски филозоф, Ибн Туфејл (Абубацер), написао је дискусију о материјализму у свом филозофском роману, Hayy ibn Yaqdhan (Philosophus Autodidactus), где нејасно предсказује идеју историјског материјализма.

### Модерна ера
Француски свештеник Пјер Гасенди (1592–1665) представљао је материјалистичку традицију у супротности са покушајима Рене Декарта (1596–1650) да пружи природним наукама дуалистичке фондације. Њима су следели материјалиста атеиста abbé Жан Мелије (1664–1729), Жилијен Офре де ла Метри, немачко-француски Пол-Хенри Тири Барон Холбах (1723–1789), енциклопедиста Дени Дидро (1713–1784), и други француски просветитељски мислиоци; као и (у Енглеској) Џон „Вокинг” Стјуарт (1747–1822), чије инсистирање на сматрању материје обдареном моралном димензијом је имало знатан утицај на филозофску поезију Вилијама Вордсворта (1770–1850).
Немачки материјалиста и атеистички антрополог Лудвиг Фојербах је произвео нови заокрет у материјализму путем своје књиге, Суштина хришћанства (1841), која представља хуманистичку перспективу религије као спољашњу пројекцију човекове унутрашњости. Фојербахов материјализам ће касније имати снажан утицај на Карла Маркса, који је разрадио концепт историјског материјализма, што је основа платформе коју су Маркс и Енгелс описали као научни социјализам:
Материјалистичко схватање историје почиње од тврдње да је производња средстава за подршку људског живота и, поред производње, размена произведених ствари основа свих друштвених структура; да је у сваком друштву које се појавило у историји, начин на који је богатство дистрибуирано и друштво подељено на класе или редове зависан од тога шта се производи, како се производи, и како се производи размењују. Са ове тачке гледишта, коначне узроке свих друштвених промена и политичких револуција треба тражити, не у људским мозговима, не у човековим побољшаним увидима у вечну истину и правду, већ у променама у начина производње и размене. Њих треба тражити, не у филозофији, већ у економији сваке појединачне епохе.— Фридрих Енгелс, Социјализам: научни и утопијски
Касније је Владимир Лењин изложио филозофски материјализам у својој књизи Материјализам и емпириокритицизам, којим су повезане политичке концепције које су изнели његови опоненти у својим антиматеријалистичким филозофијама. У том раду је Лењин покушао да пружи одговор на питања о материји, постојању, сензацијама, простору и времену, узрочности и слободи.
Мислиоци из ближе прошлости као што је Жил Делез су покушали да прераде и ојачају идеје класичног материјализма. Савремени теоретичари као што је Мануел ДеЛанда, који раде на овом оживљеном материјализму, класификују се као „нови материјалисти” по убеђењу.

### Нови материјализам
„Нови материјализам” је постао специјализовано потпоље знања. Већи универзитети нуде курсеве из ове области. Бројне конференције, уређене збирке и монографије су посвећене томе. Џејн Бенетова књига „Вибрантна материја” (Duke University Press, 2010) посебно је била инструментална у преношењу теорија монистичке онтологије и витализма назад у критички теоријски склоп којим су доминирале постструктуралистичке теорије језика и дискурса. Научници као што су Мел Чен и Закија Иман Џаксон, су међутим критиковали то тело нове материјалистичке литературе посебно због њеног занемаривања разматрања материјалности расе и рода. Други учењаци као што је Хелена Востерс су преиспитивали да ли постоји нешто посебно „ново” у „новом материјализму”, јер аутохтоне и друге анимистичке онтологије потврђују оно што се вековима могло називати „вибрацијом материје”.

## Научни материјалисти
Многи садашњи и недавни филозофи, нпр. Данијел Денет, Вилард Ван Орман Квајн, Доналд Дејвидсон, и Џери Фодор, функционишу у широко физичком или материјалистичком оквиру, стварајући ривалске перспективе о најбољој интеграцији концепта ума, укључујући функционализам, аномални монизам, теорију идентитета, итд.
Научни материјализам је често синониман са, и до сада је био описан, као редуктивни материјализам. Задњих година, Пол и Патриша Черчланд заговарали су радикално контрастну позицију (бар, у погледу одређених хипотеза); елиминативни материјализам тврди да неки ментални феномени једноставно уопште не постоје, а да разговор о тим менталним феноменима одражава потпуно лажну „народну психологију” и интроспективну илузију. Другим речима, елиминативни материјалисти сматрају да концепти попут „веровања” једноставно немају основу у чињеницама — начин на који народна наука говори о болести узрокованој демонима је један од очевидних примера. Редуктивни материјализам представља један крај континуума (наше теорије ће бити „редуковане” до чињеница), а елиминативни материјализам је на другом крају (поједине теорије треба елиминисати у светлу нових чињеница), док је ревизорски материјализам негде у средини.

## Дефинисање материје
Природа и дефиниција материје — попут других кључних концепата у науци и филозофији — је изазвала многе дебате. Да ли постоји једна врста материје од које је све направљено, или постоји више врста? Да ли је материја континуирана супстанца са способношћу попримања више форми (хиломорфизам), или низ дискретних, непроменљивих састојака (атомизам)? Да ли има унутрашње особине (теорија супстанце), или их нема?
Један изазов традиционалном концепту материје као опипљивим „стварима” дошао је са развојем физике поља у 19. веку. Теорија релативности показује да су материја и енергија (укључујући просторно дистрибуирану енергију поља) измењиве. То омогућава онтолошко становиште да је енергија примарна материја и да је материја једна од њених форми. С друге стране, стандардни модел физике елементарних честица користи квантну теорију поља за описивање свих интеракција. По том гледишту може се рећи да су поља примарна материја и да је енергија својство поља.
Према доминантном космолошком моделу, ламбда-CDM моделу, мање од 5% енергетске густине свемира је сачињено од „материје” описане стандардним моделом физике елементарних честица, и највећи део свемира се састоји од тамне материје и тамне енергије — са веома мало сагласности међу научницима у погледу њихове композиције.
Са напретком квантне физике, неки научници су сматрали да се концепт материје веома мало променио, док су други сматрали да се конвенционално гледиште не може више одржавати. На пример Вернер Хајзенберг је рекао „Онтологија материјализма почива на илузији да се врста егзистенције, директне „стварности” света око нас, може екстраполирати на атомски опсег. Ова екстраполација, међутим, није могућа ... атоми нису ствари.” Сходно томе, неки филозофи сматрају да ове дихотомије захтевају прелазак са материјализма на физикализам, док други користе појмове „материјализам” и „физикализам” у синонимном маниру.
Концепт материје се мењао у респонсу на научна открића. Стога материјализам нема дефинитивни контент који је независан од дате теорије материје на којој се засниван. Према Ноаму Чомском, свако својство се може сматрати материјалним, ако се материја дефинише на такав начин да има то својство.